# Scouse the Mouse
Scouse the Mouse ist ein von Hugh Murphy produziertes Konzeptalbum mit Ringo Starr. Es gilt nicht als eigenständiges Studioalbum von Ringo Starr, da er auf dem Cover als einer der Hauptakteure aufgeführt wird und nicht bei allen Liedern singt. Es wurde am 9. Dezember 1977 ausschließlich in Großbritannien veröffentlicht. Das Album erreichte keine Chartplatzierung.

## Entstehungsgeschichte
Scouse the Mouse ist ein Kinderhörspiel mit Musik aus dem Jahr 1977. Es basiert auf dem gleichnamigen Kinderbuch von Donald Pleasence. Zu den Künstlern, die auf dem Album zu hören sind, gehören Ringo Starr, der die Hauptfigur Scouse spricht und acht der insgesamt 15 Musiktitel singt; Adam Faith in der Rolle von Bonce; Barbara Dickson als Molly Jolly, Donald Pleasence als Erzähler und seine Tochter Lucy als Holly Jolly. Ringo Starrs Gesang wurde im Juli 1977 in den Londoner Berwick Street Studios aufgenommen. Eine animierte Fernsehversion der Geschichte war für Großbritannien geplant, wurde aber verzögert und nach Gewerkschaftskonflikten und Arbeitskampfmaßnahmen auf Eis gelegt. Die ersten Exemplare des Musikalbums enthielten ein Anmeldeformular für einen Mal- und Zeichenwettbewerb von Scouse The Mouse, für Kinder im Alter zwischen fünf und zehn Jahren. 200 Exemplare eines illustrierten Buches von Scouse The Mouse, herausgegeben von der New English Library, wurden als Preise vergeben. Das Buch enthielt Illustrationen von Gerry Potterton.
Das Album wurde kurz nach Erscheinen nicht mehr hergestellt, was dazu führte, dass es auf Bootlegs veröffentlicht wurde.

## Handlungsgeschichte
Im Mittelpunkt der Handlung steht Scouse, eine Maus aus Liverpool. Scouses Geschichte beginnt in einer Tierhandlung, wo die Maus darauf hofft, ein neues Heim zu bekommen. Der Wunsch geht in Erfüllung, als Scouse von einer Familie gekauft wird. In ihrem neuen Zuhause erlernt die Maus durch Fernsehen die Sprache der Menschen. Scouse träumt davon, ein Star in Amerika zu werden, und als sich die Möglichkeit ergibt, flieht er. Es gelingt ihm, an Bord eines Kreuzfahrtschiffs zu gelangen, das in die USA fährt. Unterwegs gerät in die Fänge einiger Katzen, kann aber entkommen, indem er über Bord springt. Eine Möwe rettet Scouse und transportiert ihn nach New York, wo die Maus in der berühmten Carnegie Hall auftritt.

## Sprecher
- Donald Pleasence – Erzähler
- Ringo Starr – Scouse
- Adam Faith – Bonce
- Barbara Dickson – Molly Jolly
- Ben Chatterley – Olly Jolly
- Lucy Pleasence – Holly Jolly
- Rick Jones – Louie, die Möwe

## Titelliste
(Autoren in Klammern)
Seite 1
1. Living in a Pet Shop (Roger Brown) – 4:03
  - gesungen von Ringo Starr
2. Sing a Song for the Tragapan (Roger Brown und Donald Pleasence) – 3:16
  - gesungen von Barbara Dickson
3. Scouse’s Dream (Roger Brown) – 3:38
  - gesungen von Ringo Starr
4. Snow Up Your Nose for Christmas (Donald Pleasence und Meira Pleasence) – 3:47
  - gesungen von Ben Chatterly
5. Running Free (Roger Brown) – 3:21
  - gesungen von Ringo Starr
6. America (A Mouse’s Dream) (Roger Brown) – 3:40
  - gesungen von Adam Faith
7. Scousey (Roger Brown) – 3:25
  - gesungen von Lucy Pleasence

Seite 2
1. Boat Ride (Roger Brown) – 3:56
  - gesungen von Ringo Starr
2. Scouse the Mouse (Roger Brown) – 2:50
  - gesungen von Ringo Starr
3. Passenger Pigeon (Roger Brown und Donald Pleasence) – 1:25
  - gesungen von Barbara Dickson
4. I Know a Place (Roger Brown, Ruan O’Lochlainn und Donald Pleasence) – 4:25
  - gesungen von Polly Pleasence und Ringo Starr
5. Caterwaul (Jim Parker) – 2:04
  - Instrumentallied
6. SOS (Roger Brown) – 2:42
  - gesungen von Ringo Starr
7. Ask Louey (Roger Brown) – 3:57
  - gesungen von Rick Jones
8. A Mouse Like Me (Ruan O’Lochlainn) – 4:22
  - gesungen von Ringo Starr

## Sonstiges
- Zeitgleich zur Veröffentlichung erschien das von Donald Pleasence verfasste Buch Scouse the Mouse.
- Das Lied A Mouse Like Me erschien 1978 auf Ringo Starrs Album Bad Boy in einer leicht veränderten Fassung unter dem Titel A Man Like Me.

## Wiederveröffentlichungen
Die Langspielplatte wurde bisher nicht legal im CD-Format veröffentlicht.